# Cartaletis thestis
Cartaletis thestis là một loài bướm đêm trong họ Geometridae.